# Callicera aenea
Callicera aenea là một loài ruồi trong họ Ruồi giả ong (Syrphidae). Loài này được Fabricius mô tả khoa học đầu tiên năm 1781. Callicera aenea phân bố ở vùng Cổ Bắc giới